# Jindo-coreano
A jindoh-coreano[Nota] (em coreano:  진돗개) é uma raça canina proveniente da Coreia do Sul. De origem desconhecida, acredita-se que estes caninos sejam descendentes de spitz nórdicos levados à região de Jindo. Uma vez lá, desenvolveram-se como raça isoladamente. Estes animais tornaram-se bastante conhecidos em sua terra natal. Transformados em patrimônio cultural, tiveram sua exportação proibida pelo governo.